# Franciszek Borkowski
Franciszek Borkowski (ur. 31 lipca 1957 we Wrocławiu) – polski szachista, mistrz międzynarodowy od 1980 roku. Jest synem Ludwika Borkowskiego.

## Kariera szachowa
W roku 1974 zdobył w Grudziądzu tytuł mistrza Polski juniorów do lat 20. Rok później zajął V miejsce w rozegranych w Groningen mistrzostwach Europy juniorów oraz zadebiutował w finale mistrzostw Polski seniorów w Poznaniu. Do roku 1989 w finałowych turniejach wystąpił sześciokrotnie. Najlepszy wynik osiągnął w roku 1988 w Lublinie, zajmując VI miejsce. W latach 1976 i 1977 dwukrotnie reprezentował Polskę na drużynowych akademickich mistrzostwach świata.
Wielokrotnie startował w ogólnopolskich oraz międzynarodowych turniejach, sukcesy osiągając m.in. w:
- 1976 - Prisztina – III–IV miejsce
- 1977 - Jelenia Góra – I, Eksjö – I
- 1979 - Słupsk – III–IV
- 1984 - Gdańsk – I, Wrocław – II
- 1985 - Gdynia – I–II
- 1986 - Gdynia – II
- 1987 - Gdynia – III
- 1990 - Gdynia (mistrzostwa Polski w szachach błyskawicznych) – III
- 1991 - Odense – I

Najwyższy ranking w karierze osiągnął 1 stycznia 1987 r., z wynikiem 2450 punktów dzielił wówczas 3–4. miejsce (za Włodzimierzem Schmidtem i Markiem Hawełko, wspólnie z Robertem Kuczyńskim) wśród polskich szachistów.